# Карен Симонян
Карен Арамович Симонян (нар. 17 березня 1936, Єреван — 9 липня 2018, Париж, Іль-де-Франс, Франція) — вірменський прозаїк, письменник-фантаст, сценарист.

## Біографія
Закінчив Єреванський політехнічний інститут, працював інженером-конструктором.
З 1976 по 1982 р. був головним редактором журналу «Літературна Вірменія». Був у Спілці письменників СРСР.
Учасник фестивалю Аеліта-88 та низки інших подібних заходів.
Останні роки проживав у Парижі.
Останні роки проживав у Парижі (Франція).

## Популяризація творів
Його твори перекладалися українською, а також болгарською, польською, німецькою, російською, словацькою, чеською та низкою інших мов.

## Творчість
Друкувався з 1956 р. у журналі «Піонер», видавництві «Айастан». Перші публікації російською мовою вийшли в 1970 р. («Але ж Рубен не знав…»; «Тільки троє повернуться на Землю»)

### Вибрані твори
Публікації вірменською мовою
- «Марсіани» (1957)
- «У лабетах медузи» (1958)
- «Таємниця свинцевих людей» (1959)
- «Блукаюча планета» (1961)
- «Цирк на Місяці» (1961)
- «Друге сонце. Адам Малого Лева. Вальтер Буш» (1962)
- «Ми хотіли грати» (1963)
- «Луг» (1967).

Публікації російською мовою
- Симонян К. А. Аптекар Нерсес Мажан: Повісті / Пров. з арм. — М: Сов. письменник, 1983. — 496 с. — (Утримуючі.: Сицилійський захист; До побачення, Натанаел!; Аптекар Нерсес Мажан). — 100 000 екз.
- Симонян К. А. Мікаел Налбандян / Пров. з арм. Н. Алексаняна. — М.: Молода гвардія, 1984. — 366 с. — (Життя чудових людей; Вип. 9 (649)). — 150 000 екз.
- Симонян К. А. Сицилійський захист: Роман / Авториз. пер. з арм. Р. Кафриэлянц. — М: Сов. письменник, 1977. — 256 с. — 30 000 екз.
- Симонян К. А. Фантастика: [Сб.] / Пров. з арм. В. Карумян. — Єреван: Айастан, 1972. — 316 с. — (Утримуючі.: Аптекар Нерсес Мажан: Роман. Розповіді: Луг; Черговий; Я тебе чую; Кличе, кличе світ; Усмішка; Homo sapiens; Таверна). — 10 000 екз.

Повість «Сицилійський захист» є найкращою нефантастичною роботою автора. Оповідає про внутрішні суперечності головного героя і його взаємини з навколишнім світом.